# Unione delle Forze Democratiche (Bulgaria)
L'Unione delle Forze Democratiche (in bulgaro Съюз на Демократичните Сили, СДС, Săjuz na Demokratičnite Sili, SDS) è un partito politico bulgaro, a orientamento conservatore e cristiano-democratico.

## Storia
La SDS è nata nel 1989 dall'unione di 11 partiti e movimenti politici, impegnati nella lotta al regime comunista. Nel corso del tempo alla SDS hanno aderito altri 6 movimenti e, nel 1997, ad opera di Ivan Kostov, primo ministro, SDS divenne un unico partito. La SDS è membro del Partito Popolare Europeo.
Per tutti gli anni '80, vari gruppi e movimenti anti-comunisti si riunirono dando vita ad un coordinamento per la democrazia, composto da tre membri per ogni partito o movimento. Želju Želev e Petăr Beron ne furono per molti anni rispettivamente portavoce e segretario. Alle elezioni del 1990, la SDS ottenne il 36,2% dei voti, eleggendo 144 seggi ed entrando nel governo Popov, a guida socialista (PSB). Nel 1991, alle nuove elezioni politiche, la SDS perse consensi, ma superò il BSP (34% a 33%) ed espresse il primo ministro con Filip Dimitrov. Il governo durò in carica solo un anno, sostituito da quello di Ljuben Berov, sostenuto da PSB e dai liberali di MDL. Alle elezioni del 1994, il PSB ottenne la maggioranza assoluta dei seggi, 125 su 240, e la SDS rimase all'opposizione. Il governo, però, a causa della crisi economica, fu sfiduciato e costretto ad indire nuove elezioni nel 1997.

### Le elezioni del 1997 e il primo governo di legislatura
Nelle nuove consultazioni la SDS, con una lista formata insieme all'Unione Nazionale Agraria Bulgara (US), ottenne il 52,3% dei voti e guidò il nuovo governo con il proprio leader, Ivan Kostov. Il governo si impegnò nell'accelerare i passaggi per l'adesione all'Unione europea. I tagli sociali ed alcuni fenomeni di corruzione favorirono, alle elezioni del 2001, l'affermazione del Movimento Nazionale Simeone II (NDSV), fondato dall'ex re Simeone II, che ottenne il 42,7% dei voti e la metà dei seggi. La Lista SDS-US crollò al 18,2%, eleggendo in tutto 51 deputati, contro i 137 del Parlamento uscente.

### Dal 2005 al 2013
Alle elezioni del 2005, la SDS, presentatasi senza l'US, ottenne il 7,7% dei voti ed elesse 20 deputati, 7 in meno del Parlamento precedente.
Ciò che contribuì al calo della SDS fu la rottura con l'ex leader e primo ministro Ivan Kostov. Kostov, infatti, diede vita al partito Democratici per una Bulgaria Forte (DSB). Il nuovo partito ottenne il 6,5% dei voti ed elesse 17 seggi, quasi eguagliando il risultato della SDS. La SDS, come US e DSB, è stata esclusa dal nuovo governo, formato da socialisti (PSB), liberali (NDSV) e democratici/rappresentanti della minoranza turca (DPS).
Alle elezioni europee del 2007, UDF è crollato allo 4.74% dei voti. Unitosi in coalizione elettorale, detta "Coalizione Blu", ottiene un deputato europeo nelle elezioni del 2009, mancando un secondo dallo 0,01%. Con la rettifica del trattato di Lisbona, il 18° deputato bulgaro sarà attribuito all'UFD. Alle elezioni parlamentari del 2009, la Coalizione Blu ottenne il 6,8% dei voti e 15 seggi, dieci dei quali andarono a SDS.
Alle elezioni parlamentari del 2013, SDS crollò all'1,4% dei voti e non elesse alcun deputato.

### Il Blocco Riformatore
Il 20 dicembre 2013, l'SDS ed altri partiti di centro-destra hanno formato il nuovo cartello elettorale Blocco Riformatore.

## Risultati elettorali
| Elezione              | Voti      | %     | Seggi     | Posizione         |
| --------------------- | --------- | ----- | --------- | ----------------- |
| Parlamentari 1990     | 2 217 798 | 36,21 | 144 / 240 |                   |
| Parlamentari 1991     | 1 903 567 | 34,36 | 110 / 240 | Maggioranza       |
| Parlamentari 1994     | 1.260.374 | 24,23 | 69 / 240  | Opposizione       |
| Parlamentari 1997     | 2.223.714 | 52,26 | 137 / 240 | Maggioranza       |
| Parlamentari 2001     | 830.338   | 18,18 | 51 / 240  | Opposizione       |
| Parlamentari 2005     | 280.323   | 7,68  | 20 / 240  | Opposizione       |
| Europee 2007          | 91.871    | 4,74  | 0 / 18    | -                 |
| Europee 2009          | 204.817   | 7,95  | 1 / 17    | -                 |
| Parlamentari 2009     | 285.662   | 6,76  | 15 / 240  | Appoggio esterno  |
| Parlamentari 2013     | 48.681    | 1,37  | 0 / 240   | Extraparlamentare |
| Europee 2014          | 144.532   | 6,45  | 1 / 17    | -                 |
| Parlamentari 2014     | 291.806   | 8,89  | 4 / 240   | Maggioranza       |
| Parlamentari 2017     | 107.407   | 3,14  | 0 / 240   | Extraparlamentare |
| Parlamentari Apr.2021 | 837 707   | 25,80 | 2 / 240   |                   |
| Parlamentari Lug.2021 | 642 165   | 23,21 | 3 / 240   |                   |
| Parlamentari Nov.2021 | 596 456   | 22,34 | 2 / 240   | Opposizione       |
| Parlamentari 2022     | 634 649   | 24,48 | 3 / 240   | Maggioranza       |
| Parlamentari 2023     | 669 924   | 26,49 | 2 / 240   | Maggioranza       |
| Parlamentari 2024     | 530 602   | 24,70 | 3 / 240   | Maggioranza       |
| Europee 2024          | 474 059   | 23,55 | 1 / 17    | -                 |
| 1. 2. 3. 4.           |           |       |           |                   |